# بنجامين بيرسي
بنجامين بيرسي (بالإنجليزية: Benjamin Percy)‏ هو كاتب أمريكي، ولد في 28 مارس 1979 في يوجين في الولايات المتحدة.

## وصلات خارجية
- الموقع الرسمي